# Steven Defour
Steven Defour, né le 15 avril 1988 à Malines en Belgique, est un footballeur international et entraîneur belge.

## Carrière en club

### Les débuts à Genk
Après une saison sans jouer au FC Malines, Steven Defour découvre la division 1 au KRC Genk à 15 ans seulement. À ce moment, il est l'un des plus grands espoirs du football belge.
Cela se confirme au début de la saison 2005-2006 quand il s'impose comme titulaire indiscutable dans un des meilleurs clubs de Belgique à seulement 17 ans. Il est alors la révélation belge de l'année en jouant une trentaine de matchs et marquant un but récompensé par une sélection avec les Diables Rouges en fin de saison.
Très vite, de grands clubs européens comme Chelsea, l'Ajax Amsterdam, le FC Valence ou le Real Madrid s'intéressent à lui[réf. nécessaire]. C'est également à cette époque qu'il signe un contrat avec l'équipementier Nike.

### Transfert houleux
Le 3 février 2006, il déclare : « Je suis très heureux à Genk et je veux y rester pendant encore au moins deux ou trois ans. Une fois que j'aurai atteint mon plafond ici, et seulement à ce moment-là, il sera temps de partir. Ce sera pour l'étranger : j'ai trop de respect pour Genk et je ne me vois pas jouer dans un autre club belge ».
Il décide finalement lors de l'été 2006 de rejoindre l'Ajax Amsterdam, mais le président de Genk, Jos Vaessen, n'est pas d'accord sur le montant du transfert, qu'il juge trop faible. Defour engage alors Paul Stefani comme agent. Problème : Paul Stefani et Jos Vaessen n'ont jamais entretenu de bons rapports. Cette querelle dure depuis de longues années. Après une longue saga, le jeune joueur décide de résilier unilatéralement son contrat de travail (le contrat de sportif rémunéré étant irréfragablement présumé être un contrat de travail) sur pied de l'article 37 de la loi du 3 juillet 1978 sur les contrats de travail (M.B. 22 août 1978).
L'Ajax n'étant plus intéressé, c'est finalement au Standard de Liège, un autre club belge, qu'il décide de poursuivre sa carrière. Le montant du transfert s'élève à 2,25 millions d'euros et contourne ainsi le gentlemen's agreement pour dévaluer le montant du transfert.

### Standard de Liège
Il rejoint donc le Standard de Liège à 18 ans et s'impose comme titulaire malgré la concurrence très rude (Karel Geraerts, Milan Rapaić, Ricardo Sá Pinto...). Il termine cette première saison 3e du championnat de Belgique avec le Standard.
La saison suivante, à la suite du départ de l'emblématique Sérgio Conceição, il devient le plus jeune capitaine de l'histoire du Standard de Liège (19 ans), ce qui porte ses fruits puisque le Standard sera champion, et ceci deux années de suite.
Le mercredi 16 janvier 2008 il reçoit le soulier d'or (devant Ahmed Hassan), distinction qui récompense le meilleur joueur du championnat belge.
Le 20 avril 2008, lors du match Standard-Anderlecht (2-0), il concrétise son rêve en offrant aux supporters liégeois le titre après 25 ans de disette. Ce soir là, il reçoit aussi officiellement son soulier d'or des mains de Zinédine Zidane.
L'année suivante, il remporte à nouveau le titre et réalise une bonne performance sur la scène européenne avec le Standard de Liège, ce qui provoque l'attention de grandes équipes comme l'Ajax Amsterdam, Everton, Aston Villa et le Dinamo Moscou. Mais toutes ces approches sont repoussées. D'autres équipes du top européen, tels que l'Olympique lyonnais, Arsenal FC, le FC Liverpool, le FC Barcelone ou encore le Real Madrid CF portent leur attention sur le jeune prodige belge. Defour reste toutefois à Liège pour disputer la Ligue des champions lors de la saison 2009-2010.
Lors de la rencontre du 12 septembre 2009 opposant le Standard de Liège au FC Malines, il s'est blessé. Il a une fracture ouverte au pied du cinquième métatarse. Il ne peut plus jouer jusqu'en janvier. Il effectue son retour lors du match Salzbourg-Standard en Ligue Europa, avec à la clé une victoire des siens 2-3. Cependant lors des huitièmes de finale de la Ligue Europa (match aller), il se blesse à nouveau (déchirure musculaire) et doit subir une indisponibilité d'environ six semaines.
Le 29 mars 2010, alors que sa saison est entachée par des blessures, Steven signe un nouveau contrat au Standard portant jusqu'en juin 2015. À l'issue de la saison, le standard termine huitième du championnat, et n'est donc malheureusement pas qualifié pour une Coupe d'Europe.
Lors de la reprise des entraînements, le 21 juin, Steven Defour déclare à la presse que ce sera sa meilleure saison et qu'il mettra au moins 10 buts.
Lors du mercato d'été 2010, on annonce que Liverpool FC et Manchester United vont revenir à la charge pour tenter d'enrôler le prodige belge. En effet, Liverpool FC le voudrait pour pallier l'éventuel départ de Javier Mascherano, et Manchester United voit en lui le futur successeur de Paul Scholes, ou à court terme, le remplaçant de Owen Hargreaves, trop souvent blessé aux yeux d'Alex Ferguson. Ces rumeurs grandissent en octobre 2010, lorsque Defour est annoncé à Manchester pour 14 millions d'euros.

### FC Porto

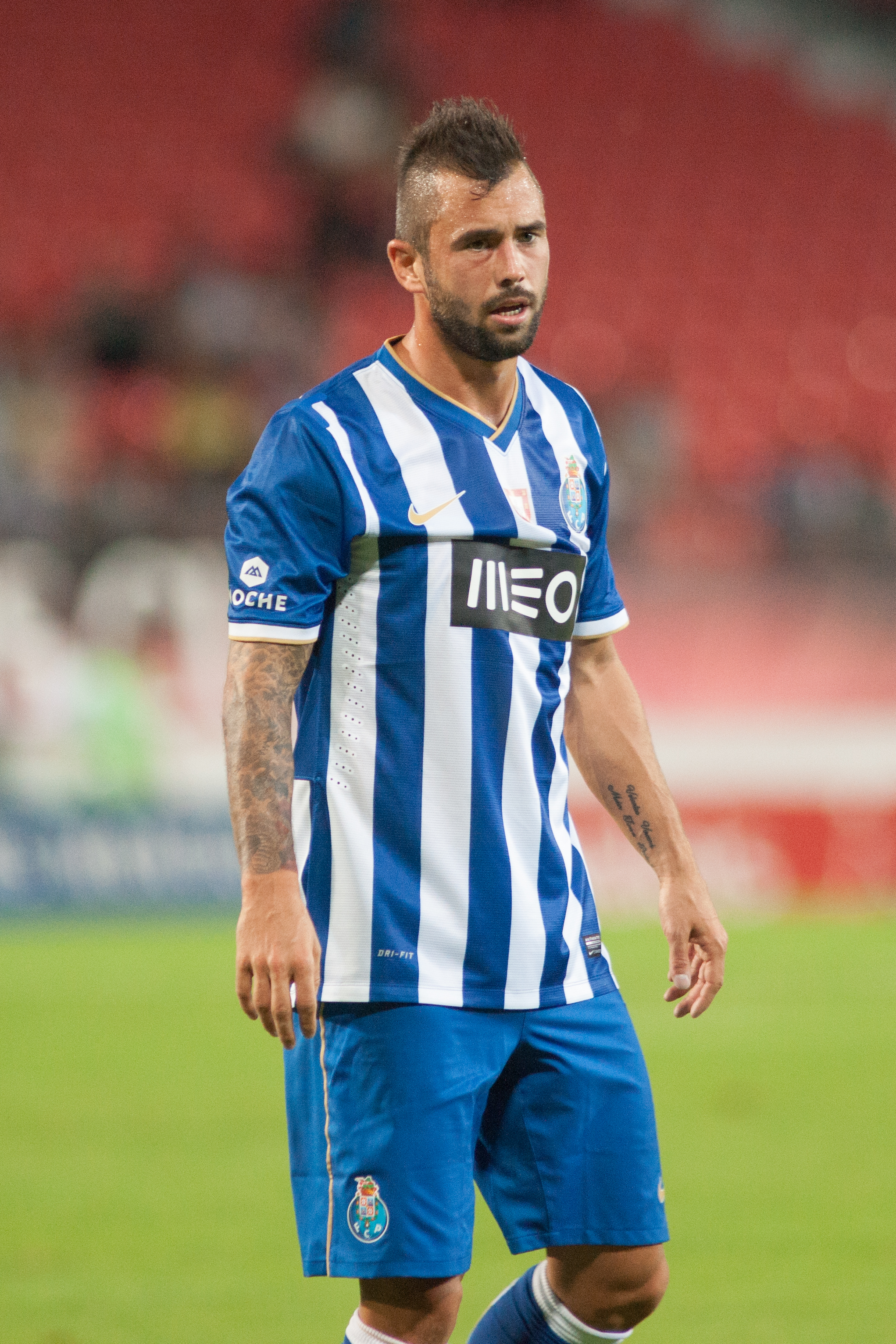
Steven Defour sous le maillot du FC Porto en 2013.

En août 2011, la nouvelle direction du Standard de Liège respecte les engagements pris auparavant entre le club et le joueur et transfère Steven Defour au FC Porto en même temps que son coéquipier Eliaquim Mangala.
Le 6 septembre 2011, il joue son premier match avec le FC Porto en entrant à la 68e minute de jeu. Dans le temps additionnel, il délivre sa première passe décisive à Varela et participe à la victoire des siens (5-2) sur la pelouse du UD Leiria. Une semaine plus tard, il est titulaire pour jouer la Ligue des champions face au Shakthar Donetsk et délivre une belle préstation. Match remporté 2-1 par le FC Porto. Cependant, malgré son titre de meilleur passeur du championnat portugais (avec 87 % de passes réussies), il doit céder sa place de titulaire depuis l'arrivée en janvier 2012 de Lucho González en provenance de l'Olympique de Marseille.

### RSC Anderlecht

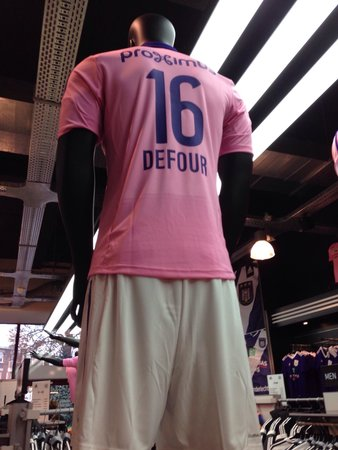
Maillot floqué exposé à la boutique du RSC Anderlecht.

Le 13 août 2014, il signe un contrat de cinq ans avec le RSC Anderlecht qui l'a acheté 6 millions d'euros au FC Porto, alors qu'il avait pourtant déclaré dans le Sport/Foot Magazine du 19 janvier 2011 : « Aller à Anderlecht ? Impossible ! Je ne faisais qu'un avec les supporters du Standard. J'ai trop grandi avec ce club pour rejoindre Anderlecht... ». Il y joue avec le numéro 16, qui se trouve être son numéro chez les Diables Rouges.
Defour fait ses débuts pour Anderlecht contre Waasland-Beveren le 24 août 2014. Après 80 minutes, il était hors du terrain pour les applaudissements de l'auditoire. Leander Dendoncker le remplace. Le 25 janvier 2015 Defour revient au Stade Maurice Dufrasne du Standard de Liège pour le match Standard-Anderlecht. Pendant la rencontre, les partisans du club de Liège ont déployé dans les tribunes une banderole avec une image de Defour décapité. Defour entré au jeu réagit et avec la pression il dégage le ballon dans la tribune. C'est l'avertissement de trop et il écope d'un carton rouge.  Anderlecht perd 2-0. Après le match, le club du Standard de Liège est condamné à un match à huis clos et une amende de 5 000 euros.

### Burnley FC
Le 12 août 2016, Steven rejoint Burnley. Le club anglais, promus en Premier League, verse la somme de 8 millions d'euros au RSCA en échange du milieu international belge. Il devient par la même occasion, le transfert le plus cher de l'histoire des ''Clarets''. Sa première saison en Angleterre ne se passe pas comme prévu. Après avoir été un titulaire indiscutable, lors de la première partie de saison, il ne dispute plus énormément de rencontres après le mercato hivernal. Lors de la saison 2017-2018, le statut de Steven change au sein de l'équipe anglaise, il devient un des leaders du groupe.Il dispute l'intégralité des rencontres et devient même un des chouchous du public, jusqu'à ce qu'un problème au cartilage du genou ne stoppe sa folle année, le prive de la deuxième partie de saison avec son club et de la coupe du monde en Russie avec la sélection belge.
Le 31 août 2019, Burnley annonce avoir résilié à l'amiable le contrat de Steven Defour.

### Royal Antwerp
Quelques jours après avoir quitté Burnley, Steven Defour s'engage avec le Royal Antwerp FC pour une saison (avec une prolongation en cas de bonnes prestations). 
Début octobre, Steven se blesse au genou et reste écarté des terrains durant plusieurs semaines.
Le 23 juin 2020, Steven Defour quitte le matricule 1, faute d'accord avec les dirigeants quant à une prolongation de contrat.

### FC Malines
Le 15 octobre 2020, libre de tout contrat, Steven Defour signe son retour au FC Malines, là où tout a commencé pour lui, soit 17 ans après le début de sa carrière. Il a signé un contrat jusqu'à la fin de la saison 2020-2021 avec un contrat lié à ses performances.

## Carrière d'entraîneur

### FC Malines
Le 7 mai 2021, Steven Defour annonce sa retraite sportive mais intègre le staff technique du KV Malines.
Le 17 octobre 2022, à la suite du licenciement de l'entraîneur néerlandais Danny Buijs, Steven Defour est nommé entraîneur principal du club malinois.
Il remporte son tout premier match comme entraîneur à domicile 2-0 contre le Standard de Liège.
Ayant repris le club à la 13e place en octobre 2022, le kavé termine la saison à la même position. Cependant, Steven Defour présente un meilleur bilan comptable que son prédécesseur (29 points sur 66 possible) et a réussi à emmener les malinois en finale de la Coupe de Belgique.
Le 2 novembre 2023, Steven Defour est limogé de son poste d'entraineur à la suite, d'une part, de l'élimination des Malinois en Coupe de Belgique dès les seizièmes de finale par le club amateur du Knokke FC, qui évolue en Nationale 1, mais aussi une série de sept matches consécutifs sans victoires en championnat, résultant en une 14e place au classement, soit une position de relégable.

## Carrière internationale

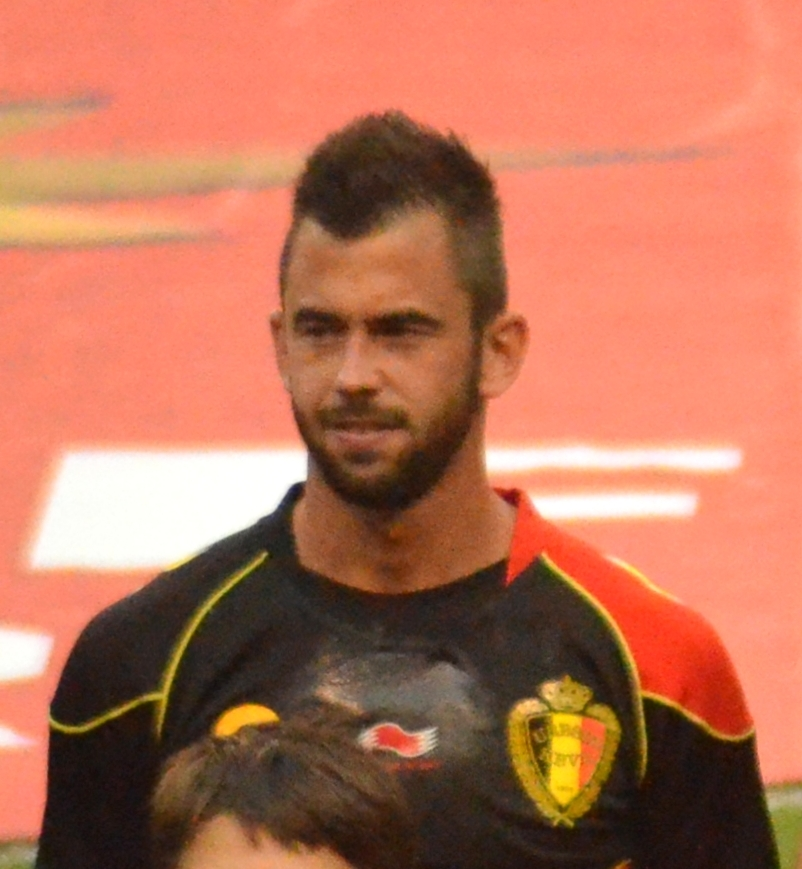
Steven Defour avec les diables rouges en 2013.

Steven Defour commence sa carrière avec les Diables Rouges le 11 mai 2006, à l'occasion d'une rencontre face à l'Arabie saoudite, moins d'un mois après son 18e anniversaire. Il devient rapidement l'un des éléments majeurs de la sélection grâce à sa vision du jeu et sa qualité de passes. À 21 ans, il compte déjà une vingtaine de sélections.
Steven Defour marque son premier but en sélection lors d'une rencontre face à l'Estonie, le 6 septembre 2008 (victoire 3-2 pour la Belgique). Ce match compte pour les éliminatoires de la Coupe du monde 2010. Steven Defour n'est pas sélectionné pour les Jeux olympiques de Pékin, le Standard de Liège ne libérant que deux joueurs (Landry Mulemo et Marouane Fellaini).
Steven Defour est sélectionné pour la Coupe du monde 2014. Il est titularisé pour le troisième match de poule face à la Corée du Sud. À la 45e minute, il écope d'un carton rouge pour avoir laissé trainer sa semelle sur la cheville d'un joueur coréen. 
Début février 2018, Steven annonce sur les réseaux sociaux sa fin de saison avec Burnley et fait une croix sur le Mondial en Russie.
Fin mai 2018, à la suite de sa non-sélection avec les Diables Rouges pour le Mondial en Russie, Steven Defour annonce sa retraite internationale.

## Statistiques
| Saison                | Club                  | Championnat           | Championnat | Championnat | Coupe nationale | Coupe nationale | Coupe de la Ligue | Coupe de la Ligue | Supercoupe | Supercoupe | Compétition(s) continentale(s) | Compétition(s) continentale(s) | Compétition(s) continentale(s) | Belgique | Belgique | Total | Total |
| Saison                | Club                  | Division              | M.          | B.          | M.              | B.              | M.                | B.                | M.         | B.         | Comp.                          | M.                             | B.                             | M.       | B.       | M.    | B.    |
| 2004-2005             | KRC Genk              | Jupiler League        | 4           | 0           | 0               | 0               | -                 | -                 | -          | -          | -                              | -                              | -                              | -        | -        | 4     | 0     |
| 2005-2006             | KRC Genk              | Jupiler League        | 26          | 1           | 0               | 0               | -                 | -                 | -          | -          | C3                             | 1                              | 0                              | 2        | 0        | 29    | 1     |
| Sous-total            | Sous-total            | Sous-total            | 30          | 1           | -               | -               | -                 | -                 | -          | -          | -                              | 1                              | 0                              | 2        | 0        | 33    | 1     |
| 2006-2007             | Standard de Liège     | Jupiler League        | 29          | 4           | 7               | 1               | -                 | -                 | -          | -          | C1+C3                          | 2+2                            | 0                              | 5        | 0        | 45    | 5     |
| 2007-2008             | Standard de Liège     | Jupiler League        | 24          | 1           | 3               | 1               | -                 | -                 | -          | -          | C3                             | 3                              | 0                              | 6        | 0        | 36    | 2     |
| 2008-2009             | Standard de Liège     | Jupiler Pro League    | 33          | 4           | 1               | 0               | -                 | -                 | 1          | 0          | C1+C3                          | 2+8                            | 0                              | 7        | 1        | 52    | 5     |
| 2009-2010             | Standard de Liège     | Jupiler Pro League    | 13          | 1           | 0               | 0               | -                 | -                 | 1          | 0          | C1+C3                          | 0+3                            | 0                              | 4        | 0        | 21    | 1     |
| 2010-2011             | Standard de Liège     | Jupiler Pro League    | 27          | 3           | 5               | 0               | -                 | -                 | -          | -          | -                              | -                              | -                              | 6        | 0        | 38    | 3     |
| 2011-2012             | Standard de Liège     | Jupiler Pro League    | 1           | 0           | -               | -               | -                 | -                 | 0          | 0          | -                              | -                              | -                              | -        | -        | 1     | 0     |
| Sous-total            | Sous-total            | Sous-total            | 127         | 13          | 16              | 2               | -                 | -                 | 2          | 0          | -                              | 20                             | 0                              | 28       | 1        | 193   | 16    |
| 2011-2012             | FC Porto              | Liga ZON Sagres       | 24          | 1           | 1               | 0               | 3                 | 0                 | -          | -          | C1+C3                          | 6+2                            | 0                              | 4        | 0        | 40    | 1     |
| 2012-2013             | FC Porto              | Liga ZON Sagres       | 25          | 2           | 2               | 0               | 5                 | 1                 | 1          | 0          | C1                             | 7                              | 1                              | 4        | 0        | 44    | 4     |
| 2013-2014             | FC Porto              | Liga ZON Sagres       | 16          | 0           | 5               | 1               | 4                 | 0                 | 1          | 0          | C1+C3                          | 5+4                            | 0                              | 7        | 1        | 42    | 2     |
| Sous-total            | Sous-total            | Sous-total            | 65          | 3           | 8               | 1               | 12                | 1                 | 2          | 0          | -                              | 24                             | 1                              | 15       | 1        | 126   | 7     |
| 2014-2015             | RSC Anderlecht        | Jupiler Pro League    | 29          | 6           | 4               | 1               | -                 | -                 | -          | -          | C1+C3                          | 4+2                            | 0                              | 3        | 0        | 42    | 7     |
| 2015-2016             | RSC Anderlecht        | Jupiler Pro League    | 32          | 2           | 1               | 1               | -                 | -                 | -          | -          | C3                             | 9                              | 0                              | -        | -        | 42    | 3     |
| 2016-2017             | RSC Anderlecht        | Jupiler Pro League    | 2           | 1           | -               | -               | -                 | -                 | -          | -          | C1                             | 2                              | 0                              | -        | -        | 4     | 1     |
| Sous-total            | Sous-total            | Sous-total            | 63          | 9           | 5               | 2               | -                 | -                 | -          | -          | -                              | 17                             | 0                              | 3        | 0        | 88    | 11    |
| 2016-2017             | Burnley FC            | Premier League        | 21          | 1           | 3               | 1               | -                 | -                 | -          | -          | -                              | -                              | -                              | 3        | 0        | 27    | 2     |
| 2017-2018             | Burnley FC            | Premier League        | 24          | 1           | -               | -               | 1                 | 0                 | -          | -          | -                              | -                              | -                              | 1        | 0        | 26    | 1     |
| 2018-2019             | Burnley FC            | Premier League        | 6           | 0           | 2               | 0               | 1                 | 0                 | -          | -          | -                              | -                              | -                              | -        | -        | 9     | 0     |
| Sous-total            | Sous-total            | Sous-total            | 51          | 2           | 5               | 1               | 2                 | 0                 | -          | -          | -                              | -                              | -                              | 4        | 0        | 62    | 3     |
| 2019-2020             | Royal Antwerp FC      | Jupiler Pro League    | 1           | 0           | -               | -               | -                 | -                 | -          | -          | -                              | -                              | -                              | -        | -        | 1     | 0     |
| Total sur la carrière | Total sur la carrière | Total sur la carrière | 337         | 28          | 38              | 7               | 14                | 1                 | 4          | 0          | -                              | 62                             | 1                              | 52       | 2        | 507   | 39    |

### En sélection
Dernière mise à jour le 14 octobre 2014
- Équipe nationale belge : 46 sélections / 2 buts

| But | Date             | Stade, ville, pays                 | Adversaire | Résultat | Match, compétition                |
| --- | ---------------- | ---------------------------------- | ---------- | -------- | --------------------------------- |
| 1er | 6 septembre 2008 | Stade de Sclessin, Liège, Belgique | Estonie    | V 3-2    | Éliminatoires coupe du monde 2010 |
| 2e  | 6 septembre 2013 | Hampden Park, Glasgow, Écosse      | Écosse     | V 0-2    | Éliminatoires coupe du monde 2014 |

## Palmarès
|  |  | Standard de Liège - Championnat de Belgique (2) : - Champion : 2008 et 2009 - Vice-champion : 2006 et 2011 - Coupe de Belgique (1) : - Vainqueur : 2011 - Finaliste : 2007 - Supercoupe de Belgique (2) : - Vainqueur : 2008 et 2009 - Finaliste : 2011 |  | FC Porto - Championnat du Portugal (2) : - Champion : 2012 et 2013 - Supercoupe du Portugal (2) : - Vainqueur : 2012 et 2013 |  | RSC Anderlecht - Championnat de Belgique : - Vice-champion : 2016 - Coupe de Belgique : - Finaliste : 2015 |  | Royal Antwerp FC - Coupe de Belgique (1) : - Vainqueur : 2020 |

### Distinctions personnelles
- Soulier d'or belge en 2007
- Trophée du 12e homme en 2008

## Vie privée
Il est le père d'une fille prénommée Ariana, qu'il a eu avec sa compagne Ornella Montagna, dont il est séparé depuis 2019.